# Condado de Jasper (Mississippi)
O Condado de Jasper é um dos 82 condados do estado norte-americano do Mississippi. Tem duas sedes de condado: Bay Springs e Paulding, e a sua maior cidade é Bay Springs.
O condado tem uma área de 1753 km² (dos quais 3 km² estão cobertos por água), uma população de 17 062 habitantes, e uma densidade populacional de 9,7 hab/km² (segundo o censo nacional de 2010). O condado foi fundado em 1833 e o seu nome é uma homenagem a William Jasper (c. 1750-1779), soldado que lutou na Guerra da Independência dos Estados Unidos.